# Mistrz Legendy św. Łucji
Mistrz Legendy św. Łucji – flamandzki malarz czynny w Brugii w latach 1480–1502. 

## Przypisywane prace

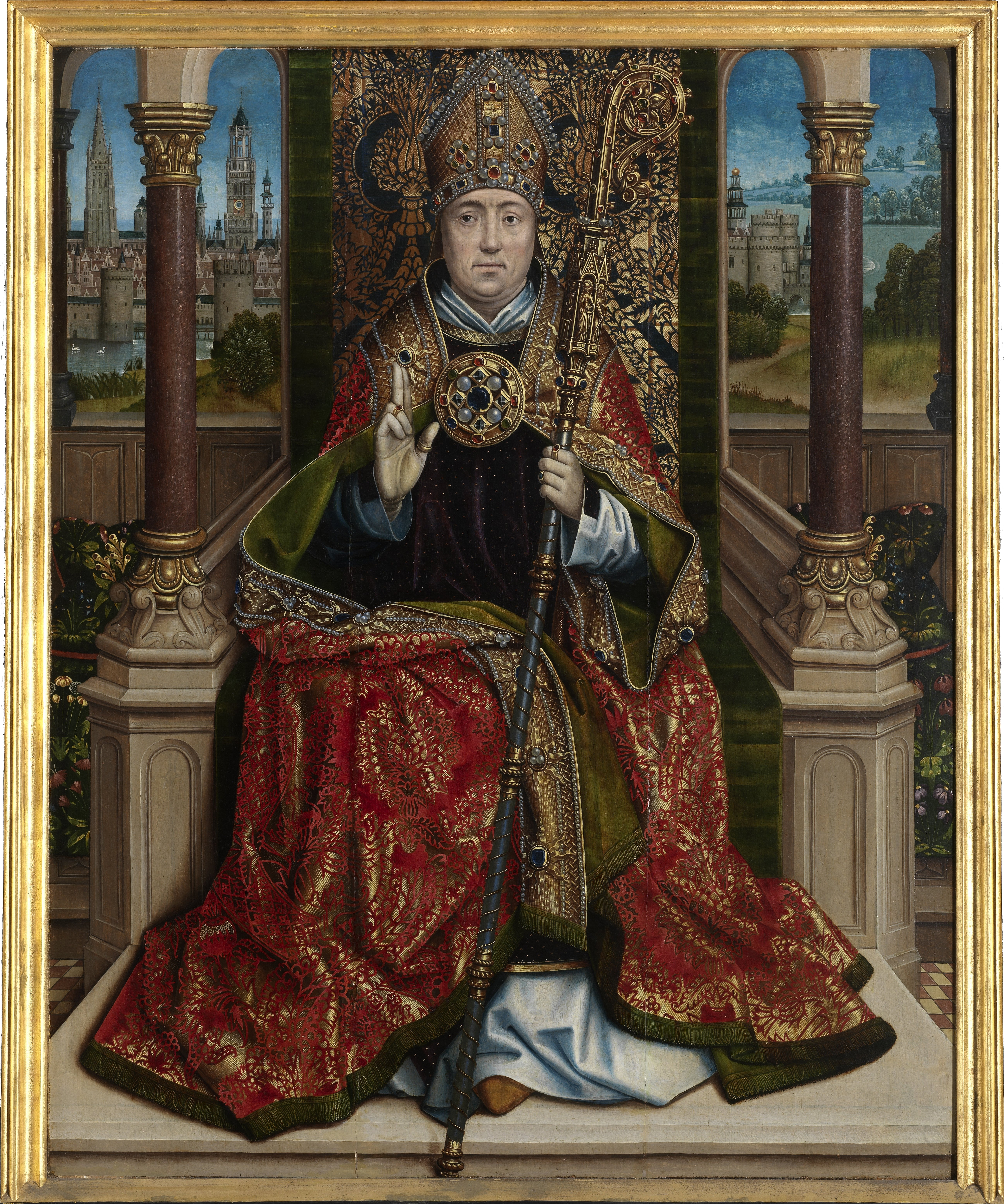
Ołtarz św. Mikołaja

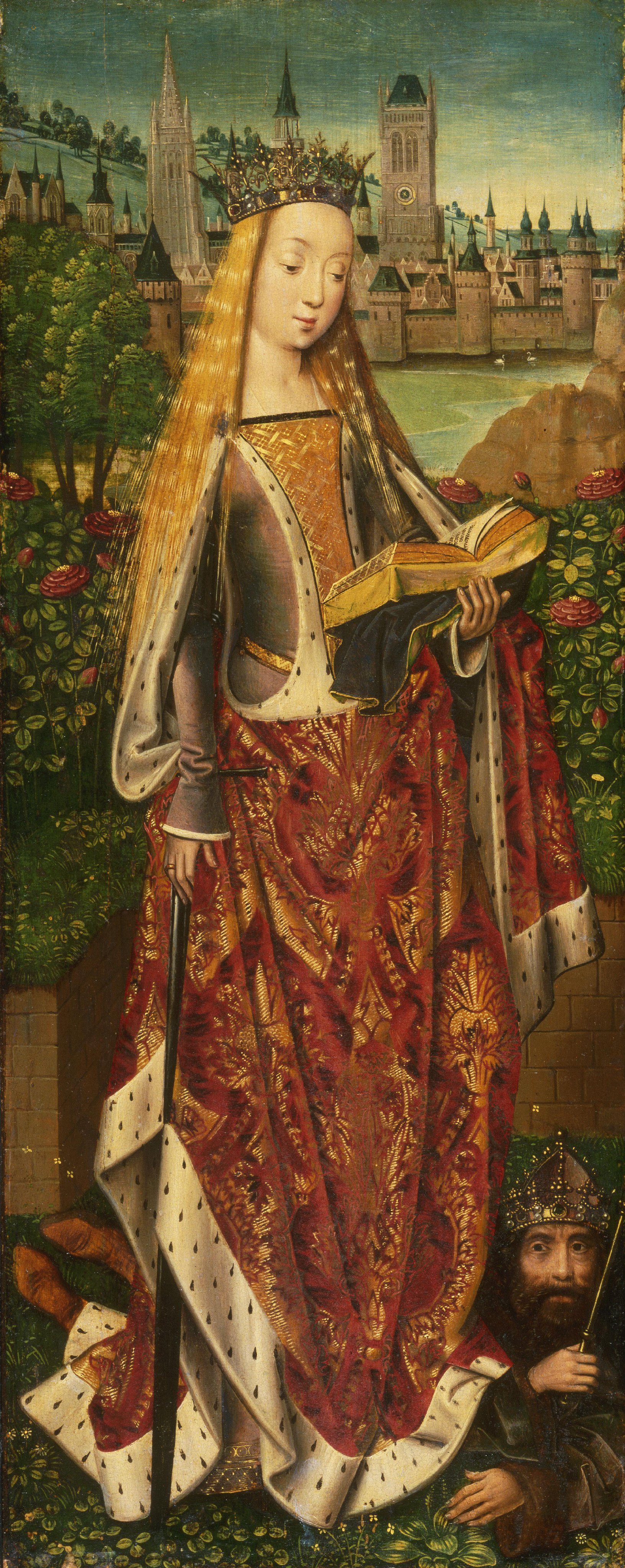
Święta Katarzyna Aleksandryjska

## Życie i działalność artystyczna
Przydomek anonimowemu artyście nadał niemiecki historyk sztuki Max Jakob Friedländer, który jako pierwszy przypisał mu autorstwo dwóch tablic ołtarzowych ukazujących epizody z życia św. Łucji (Legenda św. Łucji), powstałych ok. 1480 roku i znajdujących się w kościele św. Jakuba (Jacobskerk) w Brugii. 
Styl mistrza nawiązywał do twórczości Rogiera van der Weydena. Głównym tematem w twórczości Mistrza Legendy św. Łucji była postać Madonny, a jego kompozycje bliskie były statycznej symetrii maryjnych obrazów Memlinga. Na podstawie podobieństw szczegółów (elementów architektonicznych, roślinnych i kostiumologicznych) Mistrzowi Legendy św. Łucji przypisuje się autorstwo od 25 do 30 dzieł. Postacie ukazywane były przez niego na tle panoramy miasta Brugii, którą wprowadzał do większości swoich obrazów. Różne etapy budowy m.in. wieży dzwonniczej widoczne na obrazach pomogły Nicole Veronee-Verhaegen w datowaniu tablic powstałych w okresie 1483–1501. 
Mistrz Legendy św. Łucji jest autorem kilku retabulów wykonanych dla zagranicznych zleceniodawców: do Tallinna trafił Ołtarz Matki Boskiej, zamówiony przez Bractwo Czarnogłowych (Bruderschaft der Schwarzhäupter), dla zleceniodawców z Pizy wykonał Ołtarz św. Katarzyny, a dla hiszpańskiego donatora z Lekeitio Wniebowzięcie Marii.

## Identyfikacja
Mistrz Legendy św. Łucji był identyfikowany z kilkoma innymi artystami. W 1954 roku Jacqueline Versyp łączyła go z Janem Fabiaenem. Ann Michelle Roberts utożsamiała go z Janem de Hervym, czynnym w Brugii w latach 1472–1509. W 2004 roku Albert Janssens próbował zidentyfikować Mistrza Legendy św. Łucji z François van den Pittem, malarzem brugijskim aktywnym w latach 1453–1456, zmarłym w 1508 roku.